# Kumquat

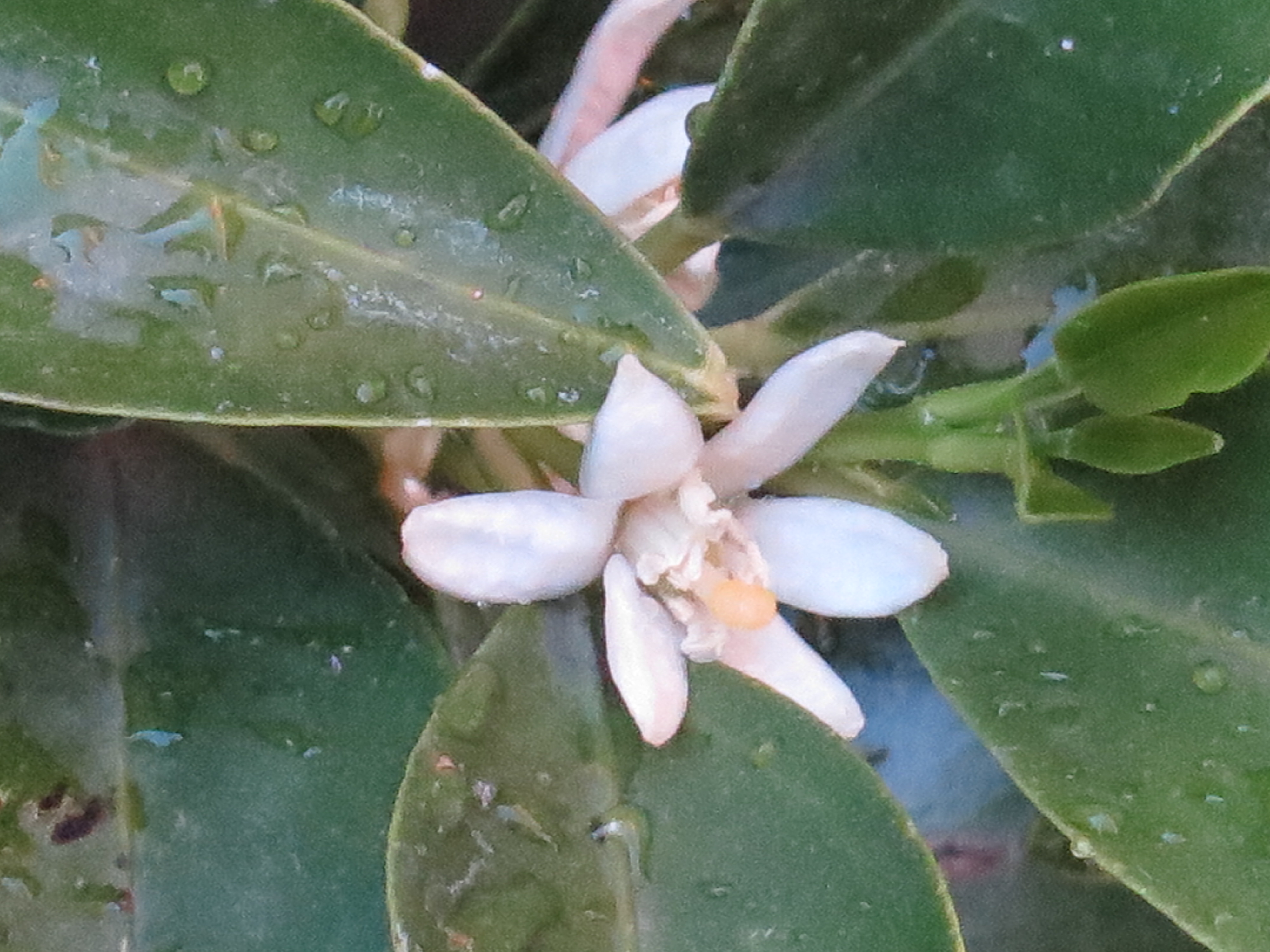
Bloem

Kumquat is de aanduiding voor bepaalde plantensoorten uit het geslacht Citrus. Deze soorten werden voorheen ingedeeld bij het historische geslacht Fortunella. De bekendste soort is de Chinese kumquat.

## Struik
Chinese kumquat heeft witte bloemen en kan zo'n 4 meter hoog worden. Om goed tot bloei te komen heeft de plant een temperatuur nodig van 25–38 °C. De plant kan 's winters echter een temperatuur van −10 °C doorstaan.

## De vruchten
De plant produceert een langwerpige sinaasappelachtige vrucht van zo'n 4 cm lang. Deze wordt met schil en al gegeten. De schil heeft een zoete smaak terwijl het vruchtvlees zuur smaakt. De vrucht is rijk aan vitamine C en kalium.